# Remmene landskommun
Remmene landskommun var en tidigare kommun i dåvarande Älvsborgs län.

## Administrativ historik
Kommunen bildades i Remmene socken i Kullings härad i Västergötland när 1862 års kommunalförordningar trädde i kraft.
Vid kommunreformen 1952 uppgick kommunen i Herrljunga landskommun som 1971 ombildades till Herrljunga kommun.